# エリック・オージー
- エリック・オルゼ
- エリック・オーゼ

エリック・ポール・オージー（Eric Paul Orze, 1997年8月21日 - ）は、 アメリカ合衆国イリノイ州エルクグローブビレッジ出身のプロ野球選手（投手）。右投右打。MLBのタンパベイ・レイズ所属。

## 経歴

### プロ入り前
ニューオーリンズ大学時代には2018年に精巣がんと皮膚がんを患い、精巣がんの手術後には25ポンド（約11.33キロ）体重が減った。その影響により、2019年は全休した。翌年の2020年に実戦復帰した。

### プロ入りとメッツ時代
2020年のMLBドラフト5巡目（全体150位）でニューヨーク・メッツから指名され、プロ入り。この年は新型コロナウイルスの影響でマイナーリーグの試合が開催されなかったため、公式戦の登板は無かった。
2021年、傘下のA+級ブルックリン・サイクロンズでプロデビュー。AA級ビンガムトン・ランブルポニーズとAAA級シラキュース・メッツでプレーし、3球団合計で34試合に登板して4勝2敗5セーブ、防御率3.08、67奪三振を記録した。
2022年はA級セントルーシー・メッツとAAA級シラキュースでプレーし、2球団合計で34試合に登板して4勝3敗1セーブ、防御率4.83、69奪三振を記録した。
2023年はAAA級シラキュースでプレーし、39試合（先発1試合）に登板して3勝4敗、防御率5.31、81奪三振を記録した。
2024年もAAA級シラキュースで開幕を迎えた。7月6日にメジャー契約を結んでアクティブ・ロースター入りすると、8日のピッツバーグ・パイレーツ戦でメジャーデビューするも、一死も取れずに3失点を喫して敗戦投手となった。この年メジャーでは2試合に登板して0勝1敗、防御率21.60、1奪三振だった。

### レイズ時代
2024年11月19日にホセ・シリとのトレードで、タンパベイ・レイズへ移籍した。

## 選手としての特徴
93〜94mphの速球とチェンジアップのコンビネーションで対峙する右腕である。

## 詳細情報

### 年度別投手成績
| 年 度    | 球 団    | 登 板 | 先 発 | 完 投 | 完 封 | 無 四 球 | 勝 利 | 敗 戦 | セ 丨 ブ | ホ 丨 ル ド | 勝 率 | 打 者 | 投 球 回 | 被 安 打 | 被 本 塁 打 | 与 四 球 | 敬 遠 | 与 死 球 | 奪 三 振 | 暴 投 | ボ 丨 ク | 失 点 | 自 責 点 | 防 御 率 | W H I P |
| -------- | -------- | ----- | ----- | ----- | ----- | -------- | ----- | ----- | -------- | ----------- | ----- | ----- | -------- | -------- | ----------- | -------- | ----- | -------- | -------- | ----- | -------- | ----- | -------- | -------- | ------- |
| 2024     | NYM      | 2     | 0     | 0     | 0     | 0        | 0     | 1     | 0        | 0           | .000  | 15    | 3.1      | 3        | 0           | 2        | 0     | 0        | 1        | 0     | 0        | 3     | 3        | 21.60    | 3.00    |
| MLB：1年 | MLB：1年 | 2     | 0     | 0     | 0     | 0        | 0     | 1     | 0        | 0           | .000  | 15    | 3.1      | 3        | 0           | 2        | 0     | 0        | 1        | 0     | 0        | 3     | 3        | 21.60    | 3.00    |

- 2024年度シーズン終了時

### 背番号
- 53（2024年）
- 17（2025年 - ）